# Göran Lagerberg
Göran Bertil Lagerberg, född 20 september 1947 i Göteborg, är en svensk popmusiker, främst elbasist och låtskrivare. 
Lagerberg var en av medlemmarna i Tages, där han skrev de flesta av gruppens egna låtar. Sedan Tages splittrats fortsatte han och flera av de övriga medlemmarna i gruppen Blond. Senare blev han en ofta anlitad studiomusiker som spelat med bland andra Tomas Ledin, Pugh Rogefeldt och Bo Hansson. Han har också spelat av och till med Kebnekajse, Egba, Bolon Bata, Fläsket brinner, Heta linjen, Grymlings och Mikael Ramel; han skrev även filmmusiken till S/Y Glädjen.

## Filmmusik
- 1983 – Jacob Smitaren
- 1985 – 1985. Vad hände katten i råttans år?
- 1987 – Panta rei
- 1989 – S/Y Glädjen

## Diskografi

### Solo
- "Balladen om Killen, del 1 och 2" (singel, 1969, med Örjan Ramberg)

### Tages
- Tages (LP, 1965)
- Tages 2 (LP, 1966)
- Extra extra (LP, 1966)
- Contrast (LP, 1967)
- Studio (LP, 1967)
- The Best of Tages (LP samling 1967)
- Forget Him (LP samling 1968)
- Good Old Tages! (LP samling 1969)
- Tages 1964-68! DLP samling 1983)
- This One's for You (3CD samling 1994)
- Tages bästa (CD samling 1998)

### Blond
- The Lilac Years (LP, 1969)

### Kebnekajse
- Kebnekaise II (1973)
- Kebnekaise III (1975)
- Kebnekajse (2009)
- Idioten (2011)
- Aventure (2012)

### Egba
- Jungle-Jam (1976)
- Live At Montmartre (1977)
- Amigos Latinos (1978)
- Bryter upp! (1979)
- Omen (1981) halva
- The Phoenix (2004)

### Bolon Bata
- Mother Earth (1987)

### Grymlings
- Grymlings (1990)
- Grymlings II (1992)
- Grymlings III (2005)

## Alfons bandage
- Ihop med Janne Tolf, gitarrist.
- Inga skivinspelningar men många inspelningar för radion.

## Filmografi som skådespelare
- 1974 – Parade
- 1990 – Honungsvargar